# Ludwika Hanowerska
Ludwika hanowerska duń. Louise af England (ur. 18 grudnia 1724 w Leicester House w Londynie, zm. 19 grudnia 1751 w Christiansborgu w Kopenhadze) – królowa Danii i Norwegii.

## Życiorys
Luisa, księżniczka Walii, urodziła się jako piąta córka, a zarazem najmłodsze dziecko Jerzego, księcia Walii, i jego żony Karoliny z Ansbachu. Ochrzczona została 22 grudnia.
11 czerwca 1727 roku, kiedy Ludwika miała dwa lata, zmarł jej dziadek Jerzy I. Jej ojciec zasiadł na tronie brytyjskim jako Jerzy II, a jego córka otrzymała tytuł Jej Królewska Wysokość Księżniczka Luiza.

## Małżeństwo
Wyszła za mąż za następcę tronu Danii i Norwegii, przyszłego króla Fryderyka V. Małżeństwo zostało zawarte z powodów politycznych. Ludwika została najpierw poślubiona per procura 10 listopada 1743 w Hanowerze. Osobę przyszłego męża reprezentował brat panny młodej, książę Cumberland. Właściwy ślub odbył się 11 grudnia 1743 w Kopenhadze. Para doczekała się pięciorga dzieci, dwoje z nich nie przeżyło:
- Chrystian (1745–1747),
- Zofia Magdalena (1746–1813), królowa Szwecji jako żona Gustawa III,
- Wilhelmina Karolina (1747–1820), landgrafini Hesji-Kassel jako żona Wilhelma,
- Chrystian VII (1749–1808), mąż Karoliny Matyldy Hanowerskiej,
- Luiza (1750–1831), księżna Hesji jako żona Karola.

Jej mąż zasiadł na tronie 6 sierpnia 1746 jako Fryderyk V. Ludwika otrzymała tytuł królowej Danii i Norwegii. Była uprzejmą i bezpośrednią osobą, a pod jej wpływem zupełnie zmieniła się dotąd panująca atmosfera na duńskim dworze na bardziej radosną. Zaraz po ślubie Ludwika zaczęła się uczyć duńskiego i wymagała, aby w tym języku mówiono na dworze. Szybko podbiła serca Duńczyków, jednak jej stosunki z mężem nigdy nie były serdeczne.
Była odznaczona duńskim Orderem Wierności.

## Śmierć
Ludwika zmarła na skutek infekcji, będąc w daleko zaawansowanej ciąży, 19 grudnia 1751 w Christiansborgu w Kopenhadze, piętnaście lat przed śmiercią swojego męża. Została pochowana w katedrze w Roskilde.